# Milan Lutonský
Milan Lutonský (Rybníček, 10 agosto 1993) è un calciatore ceco, centrocampista dello Zbrojovka Brno.

## Caratteristiche tecniche
Esterno sinistro, può essere schierato anche come ala.